# Portugal na Primeira Guerra Mundial

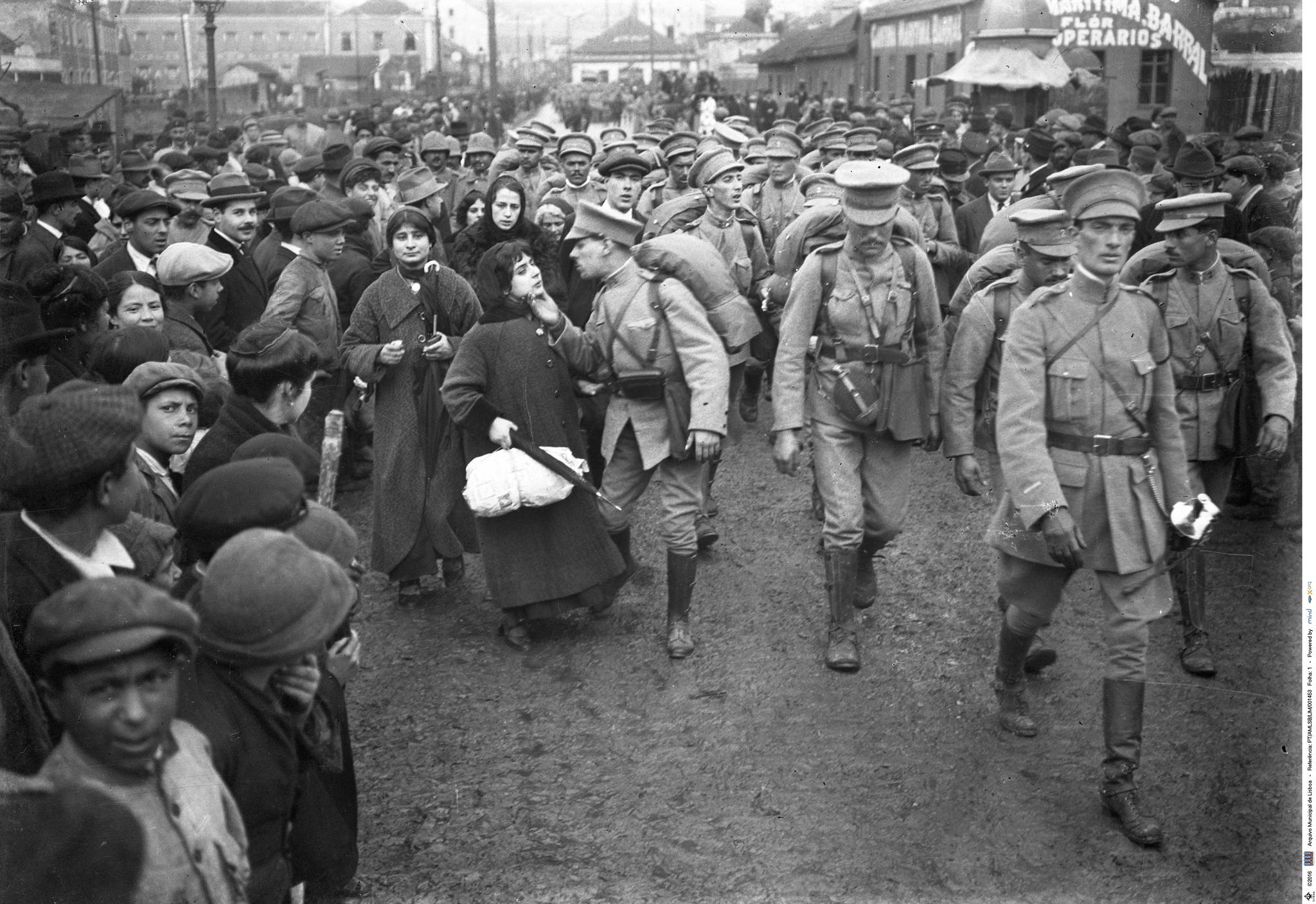
Embarque do Corpo Expedicionário Português para a Flandres, após a entrada de Portugal na guerra, no Cais de Santa Apolónia, Lisboa (12 de Fevereiro de 1917) Fotografia de Joshua Benoliel

A participação de Portugal no primeiro conflito mundial ao lado dos Aliados esteve de acordo com as orientações da República ainda recentemente instaurada (5 de Outubro de 1910).

## Antecedentes
A Inglaterra, que mantinha desde há muito uma aliança com Portugal moveu influências para que o país não participasse ativamente na Guerra e, inclusive antes do evento, chegou a prometer, abertamente, ceder as colônias portuguesas à Alemanha, o que levou Portugal a apoiar o Reino Unido por medo da neutralidade. O Partido Democrático, então no poder, movido também pelo facto de já existirem combates entre tropas portuguesas e alemãs junto às fronteiras das colónias em África, desde cedo demonstrou interesse em tornar-se parte beligerante do conflito. Em Setembro de 1914 eram enviadas as primeiras tropas para África onde as esperariam uma série de derrotas perante os alemães, na fronteira do sul de Angola com o Sudoeste Africano Alemão e na fronteira norte de Moçambique com a África Oriental Alemã. Apesar destes combates, a posição oficial do Estado português era claramente ambígua. Os partidos de cariz esquerdista estavam ao lado dos regimes da França e da Inglaterra, enquanto que os da direita simpatizavam com os regimes das potências centrais (Alemanha e Austro-Hungria). Porém, a questão que se colocava era se Portugal entraria na guerra ou não, já que a entrada de Portugal na guerra seria sempre ao lado da Inglaterra e França. O regime republicano decidiu optar por uma tomada de posição activa na guerra devido a várias razões:
- Com vista à manutenção das colónias, de modo a poder reivindicar a sua soberania na Conferência de Paz que se adivinhava com o final da guerra;
- A necessidade de afirmar o prestígio e a influência diplomática do Estado republicano bem como a sua legitimação no seio das potências europeias, maioritariamente monárquicas;
- A crença de que era imperativo entrar na guerra pelo progresso nacional, ao lado das democracias;
- Compromisso de aliança com a Inglaterra, tradicional aliada de Portugal, e afirmação de autonomia de Portugal nas questões bilaterais com a Inglaterra;
- Travar a influência alemã nas populações indígenas no sul de Angola e norte de Moçambique e evitar insurreições locais contra o domínio português;
- Defender as colónias de uma possível penetração militar alemã que, de resto, se estava a materializar através de escaramuças fronteiriças desde o início da guerra;
- A necessidade, por parte do Partido Democrático de Afonso Costa, então no poder, de afirmar o seu poder político, ao envolver o país num esforço colectivo de guerra, tanto em relação à oposição republicana quanto em relação às influências monárquicas no exílio.

No entanto, o principal oponente à entrada de Portugal na Primeira Guerra Mundial foi a Inglaterra. 

## 1916

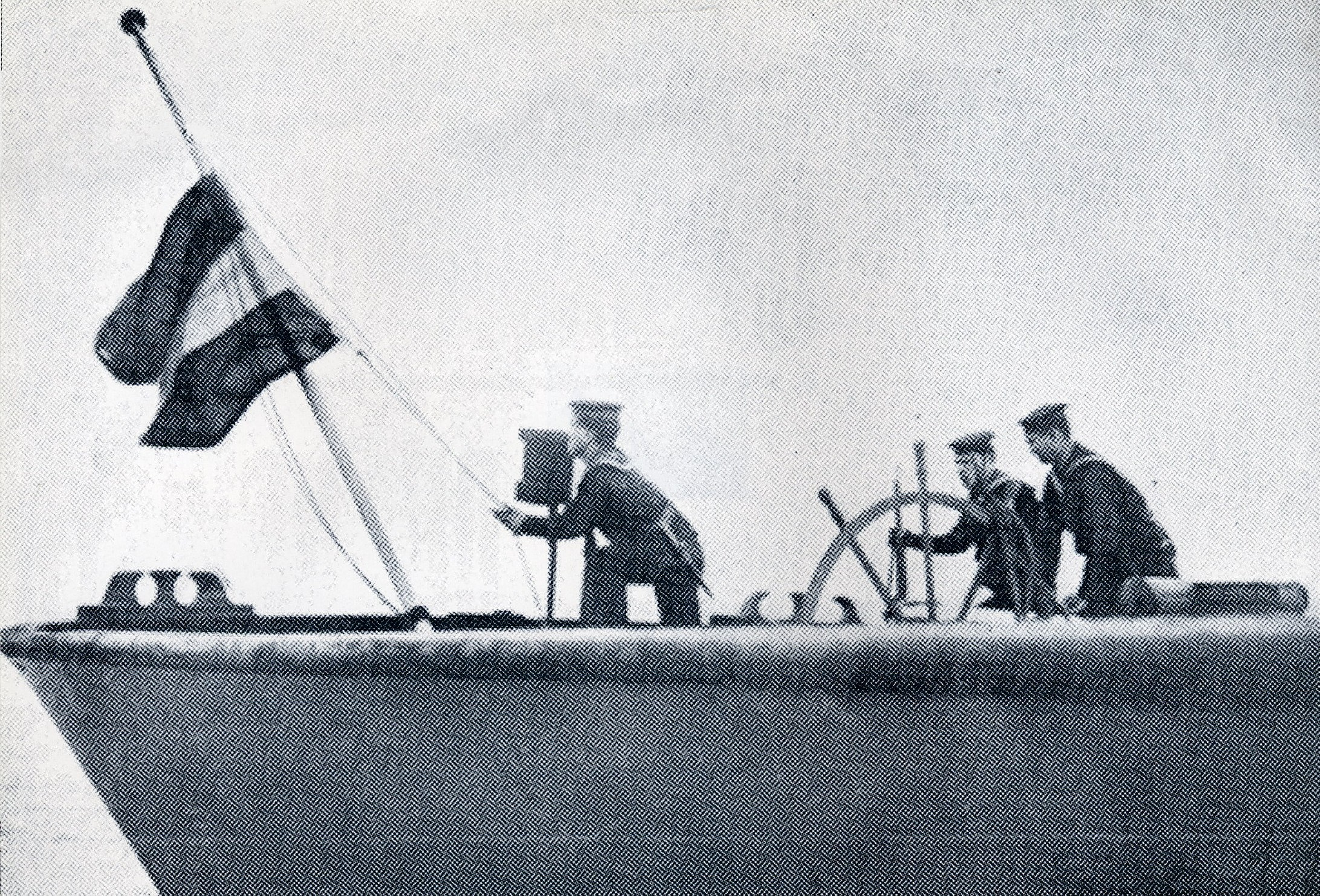
Arriar da bandeira alemã.

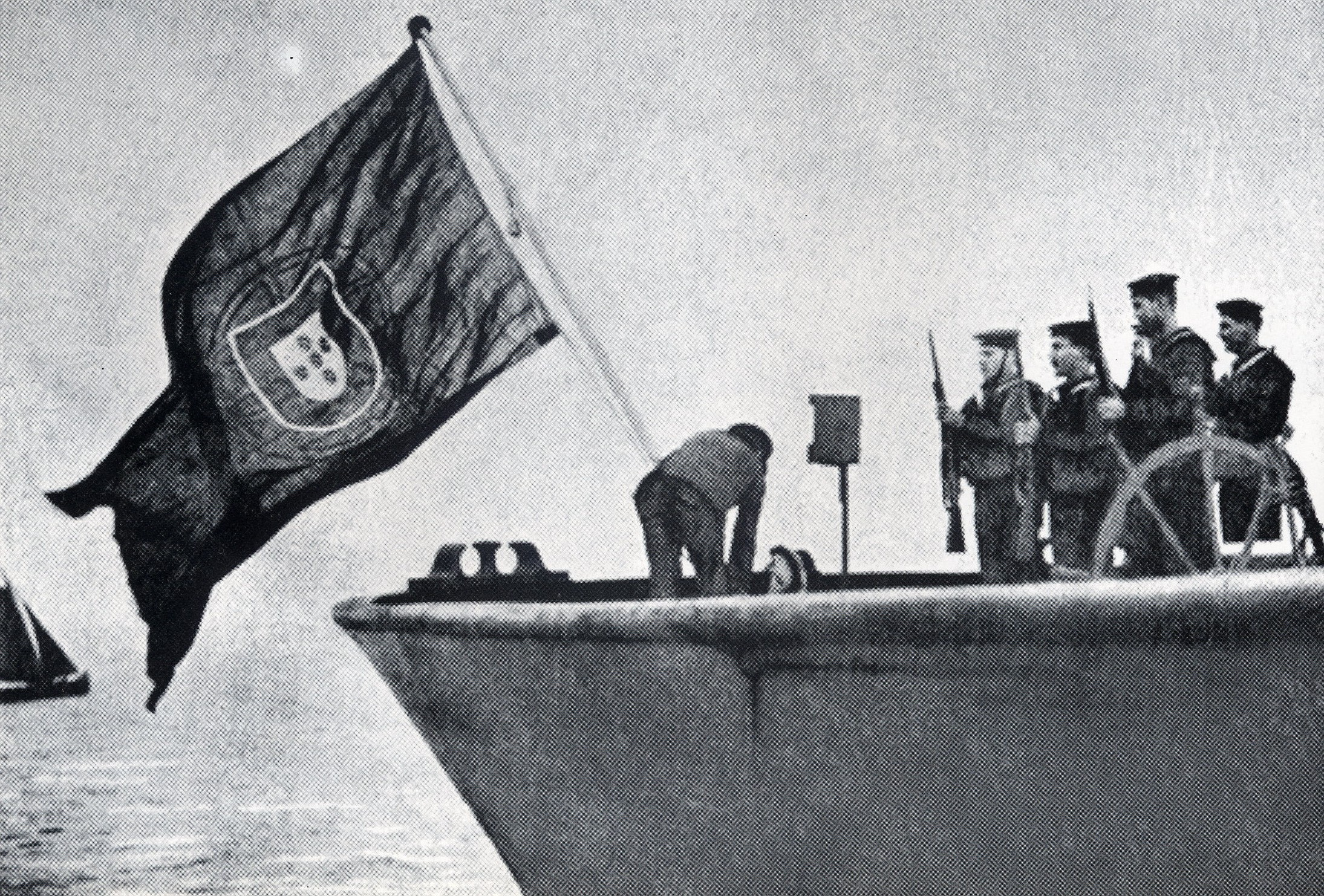
Hastear da bandeira portuguesa.

Em Fevereiro de 1916, o antigo aliado português decidiu pedir ao Estado português o apresamento de todos os navios alemães e austro-húngaros que estavam ancorados na costa portuguesa. Portugal apresou um total de 72 navios alemães, tendo cedido 65% destes para uso da Inglaterra, mantendo os restantes 35% do total para uso português. Esta atitude justificou a declaração oficial de guerra a Portugal pela Alemanha, a 9 de Março de 1916 (apesar dos combates em África desde 1914).

## 1917-1918

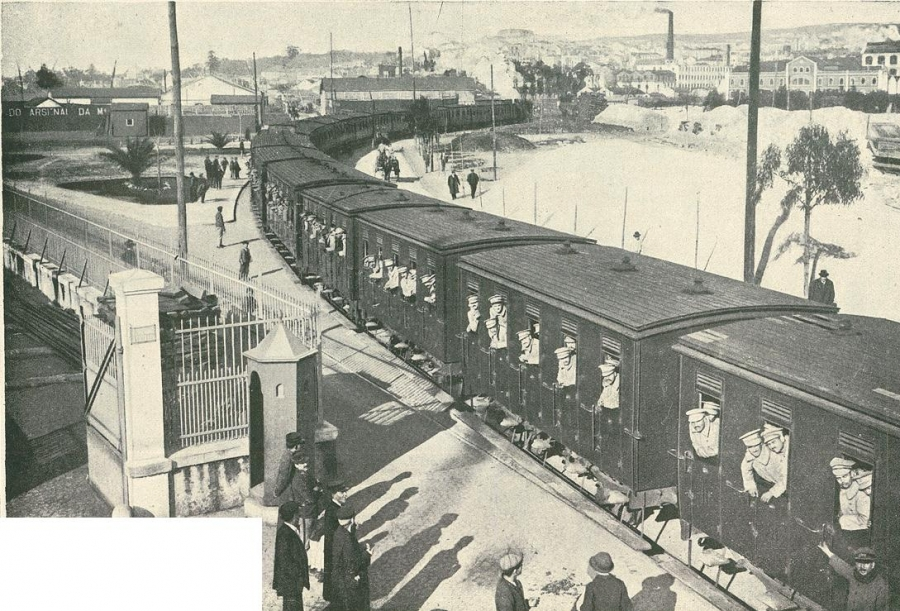
Chegada ao cais de Alcântara de um transporte de tropas (1917)

Em 1917, as primeiras tropas portuguesas, do Corpo Expedicionário Português, seguiam para a guerra na Europa, em direcção à Flandres. Portugal envolveu-se, depois, em combates na França. A experiência do Corpo Expedicionário Português no campo de batalha ficou registada na publicação João Ninguém, soldado da Grande Guerra, com ilustrações e texto do capitão Menezes Ferreira.
Neste esforço de guerra, chegaram a estar mobilizados quase 200 mil homens. As perdas atingiram quase 10 mil mortos e milhares de feridos, além de custos económicos e sociais gravemente superiores à capacidade nacional. Os objectivos que levaram os responsáveis políticos portugueses a entrar na guerra saíram gorados na sua totalidade. A unidade nacional não seria conseguida por este meio e a instabilidade política acentuar-se-ia até à queda do regime democrático em 1926.

## Em Angola

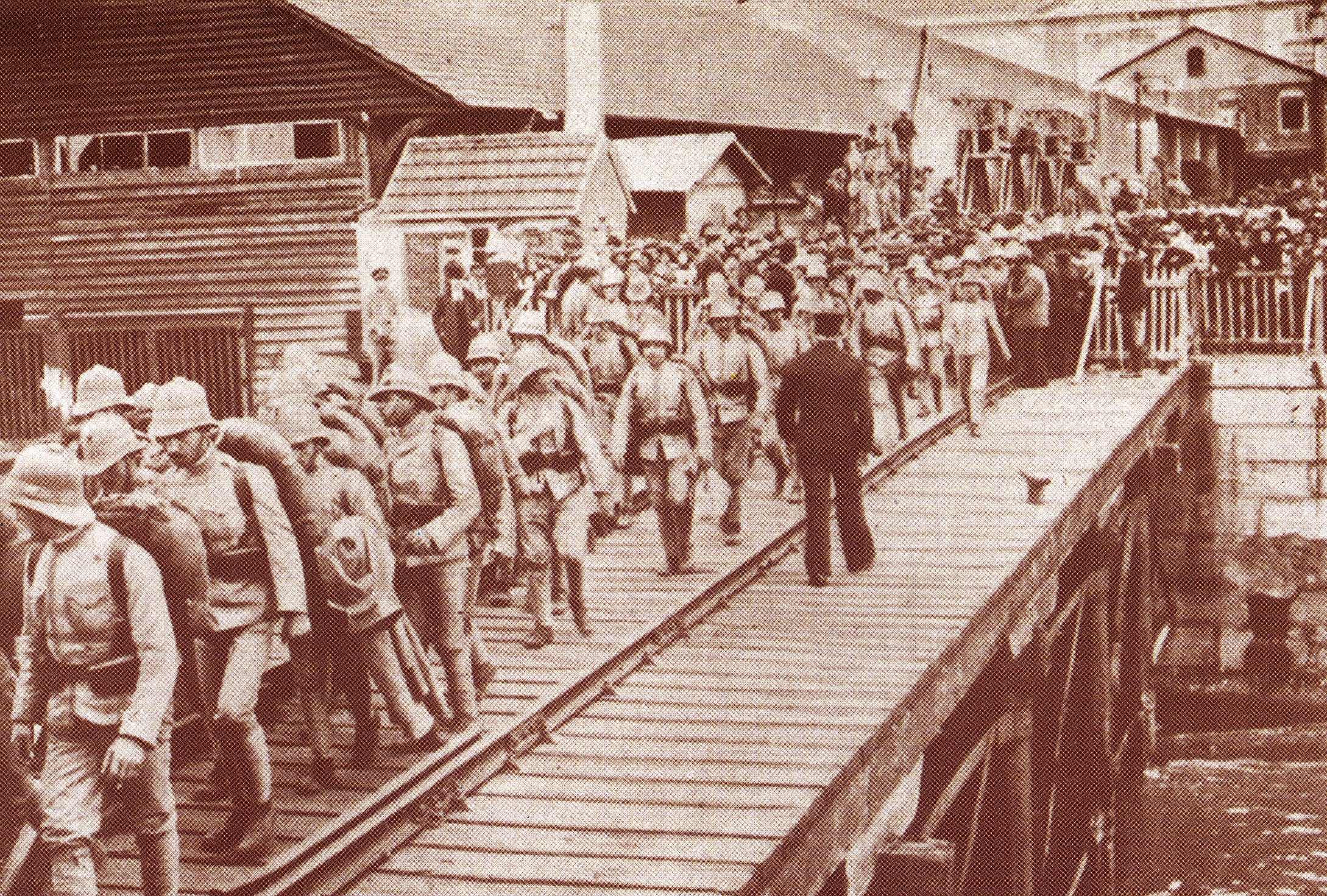
Embarque de tropas para Angola.

Sob o comando de Alves Roçadas, foi enviada para Angola uma força expedicionária de 1600 homens, em Outubro de 1914.
Na fronteira sul, os portugueses sofreram um ataque alemão ao posto fronteiriço de Cuangar a 31 de Outubro de 1914 e, a 18 de Dezembro, foram derrotados no combate de Naulila, tendo Alves Roçadas mandado recuar para Gambos. As tropas alemãs também retiraram mas, em simultâneo, as populações locais acabaram por se revoltar contra a soberania portuguesa.

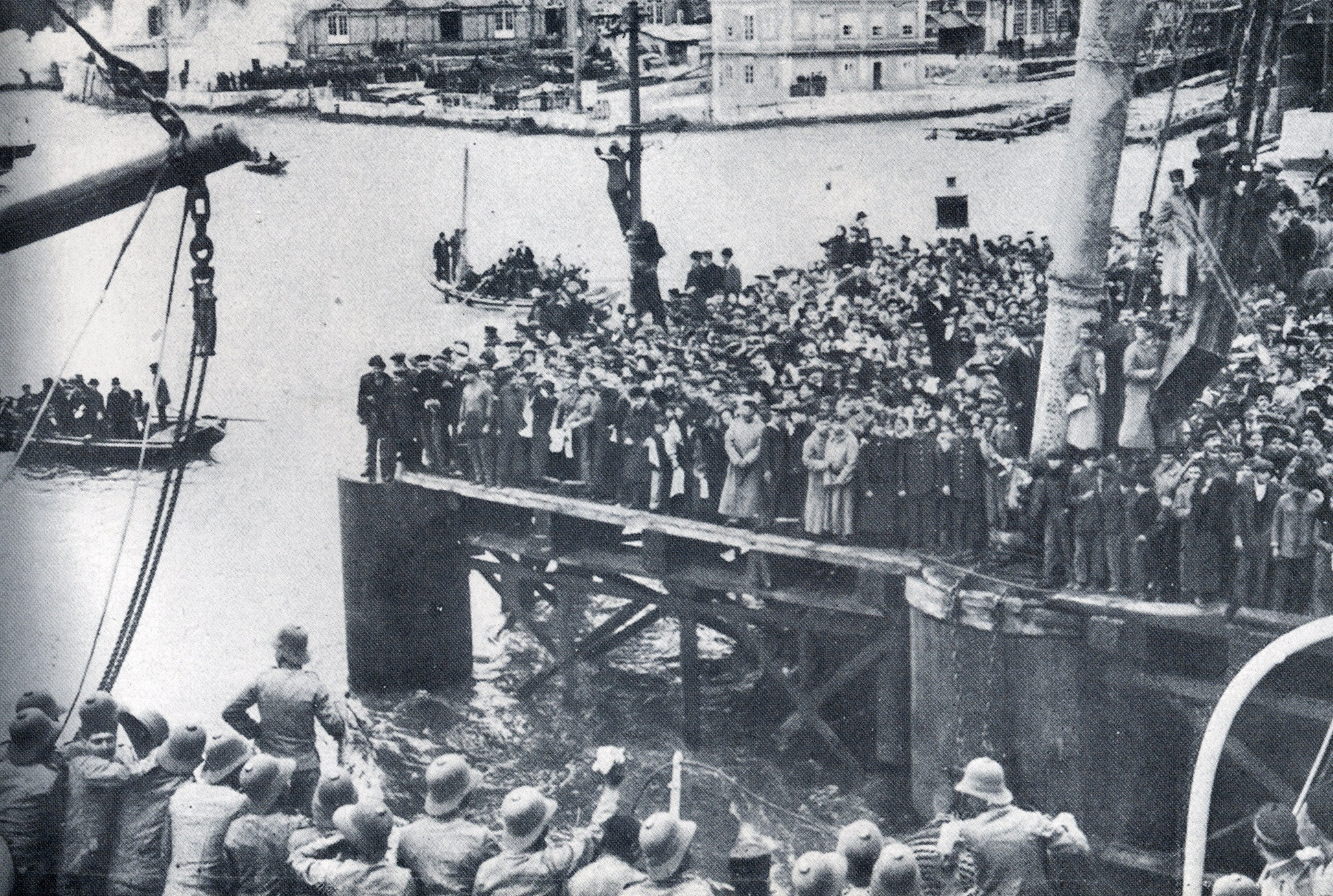
Embarque de tropas para Angola.

O governo português enviou da Metrópole mais 397 oficiais e 12 043 praças e de Moçambique enviou mais 2 companhias landins. A revolta das populações ovambo foi derrotada pelo general Pereira d'Eça na batalha de Môngua, durante a Campanha do Sul de Angola.

## Em Moçambique
Após um ataque alemão ao posto fronteiriço de Maziua, no Rovuma, o governo de Portugal enviou para Moçambique uma força de 1527 homens. Essa força, que chegou a Moçambique em Outubro de 1914, estava completamente desorganizada, de tal forma que, passados alguns meses, mesmo sem ter tido nenhum contacto com o inimigo, já tinha perdido 21% dos seus efectivos devido a doenças.
Em Novembro de 1915 chegou a Moçambique uma nova força de 1543 homens, comandados por Moura Mendes. Essa 2.ª força tinha como finalidade recuperar a ilha de Quionga, mas também devido a desorganização idêntica à da primeira força, só em 4 meses perdeu, por doença, metade dos efectivos. Só em Abril de 1916 a pequena ilha de Quionga foi recuperada.
Em finais de Junho de 1916 chega a Moçambique a 3.ª força enviada de Portugal, constituída por 4642 homens comandados por Ferreira Gil, com a finalidade de passar o Rovuma e atacar as tropas alemães ao mesmo tempo que estas eram atacadas no Tanganica por forças inglesas, da Rodésia, da União Sul-Africana, do Quénia, do Congo Belga e da Índia. Esta 3.ª força consegue passar o Rovuma e conquistar Nevala mas, logo de seguida, é derrotada no combate de Nevala, tendo que retirar novamente para Moçambique.
Em 1917 Portugal envia a 4.ª força para Moçambique, esta constituída por 9786 homens e comandada por Sousa Rosa.
A Alemanha tinha na África Oriental, uma pequena força de 4000 askaris e 305 oficiais europeus, comandados pelo general Lettow-Vorbeck.
Este general alemão conseguiu sempre resistir aos ataques das forças inglesas, apesar de estas serem em número muito superior. Isto só foi possível devido a este general ter utilizado uma nova forma de guerra (guerrilha), não lhe interessando manter ou conquistar posições, mas sim manter o inimigo sempre ocupado, de modo que este não pudesse libertar soldados para enviar de volta à Europa.
Em Novembro de 1917, Lettow-Vorbeck passa o Rovuma e derrota as tropas portuguesas em Negomano, e percorre Moçambique sempre fugindo e derrotando as tropas (inglesas e portuguesas) que encontrava pelo caminho e provocando a revolta das populações locais contra os portugueses. Este general alemão acabou por voltar ao Tanganica.
Com o final da guerra na Europa, o exército alemão que se encontrava nessa altura na Rodésia, acabou por se render apesar de nunca ter sido derrotado.
Para Portugal ficaram, além das grandes derrotas militares, as revoltas das populações locais, que demoraram a ser reprimidas.

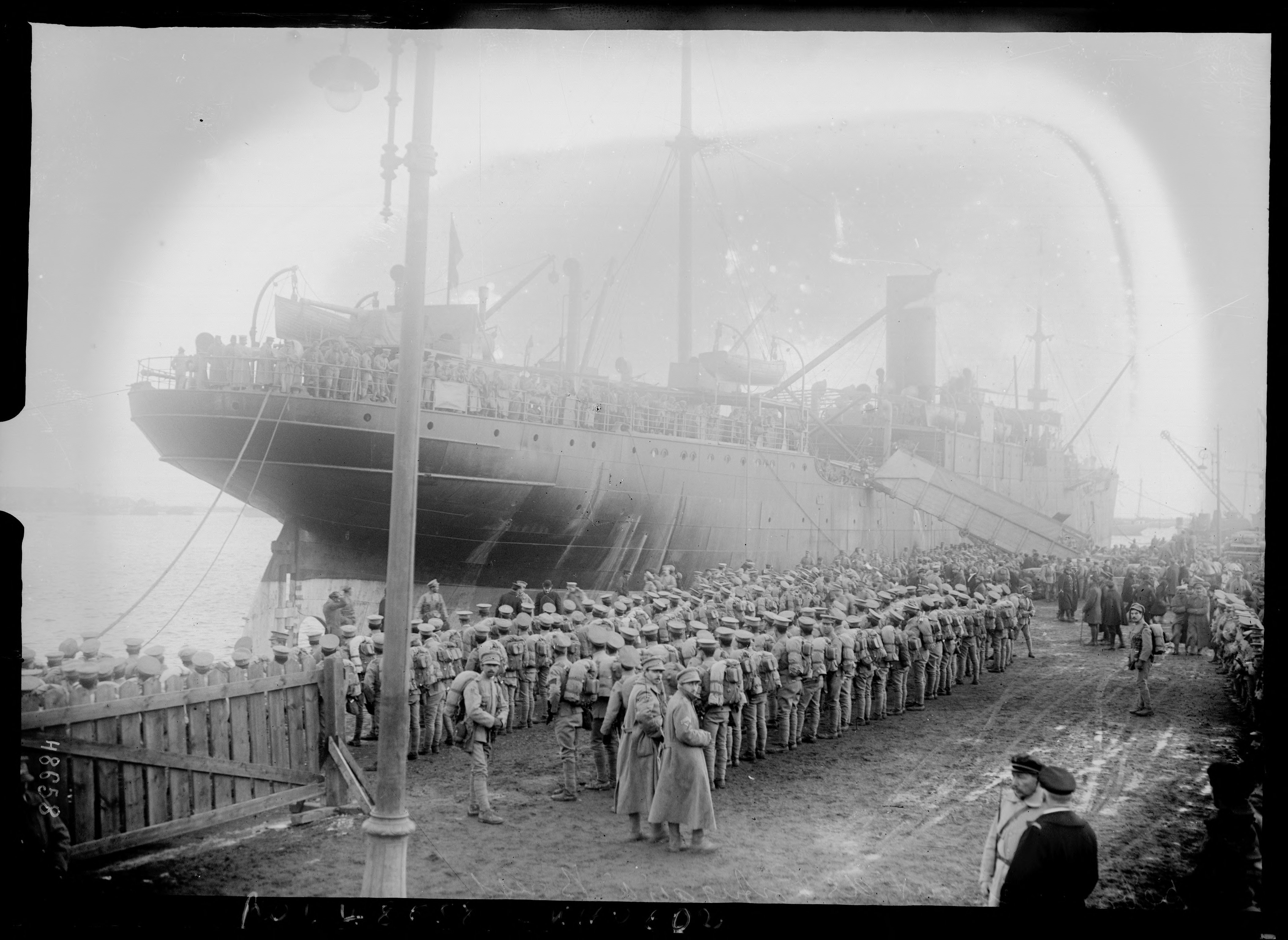
Tropas portuguesas desembarcam em Brest, França (1917).

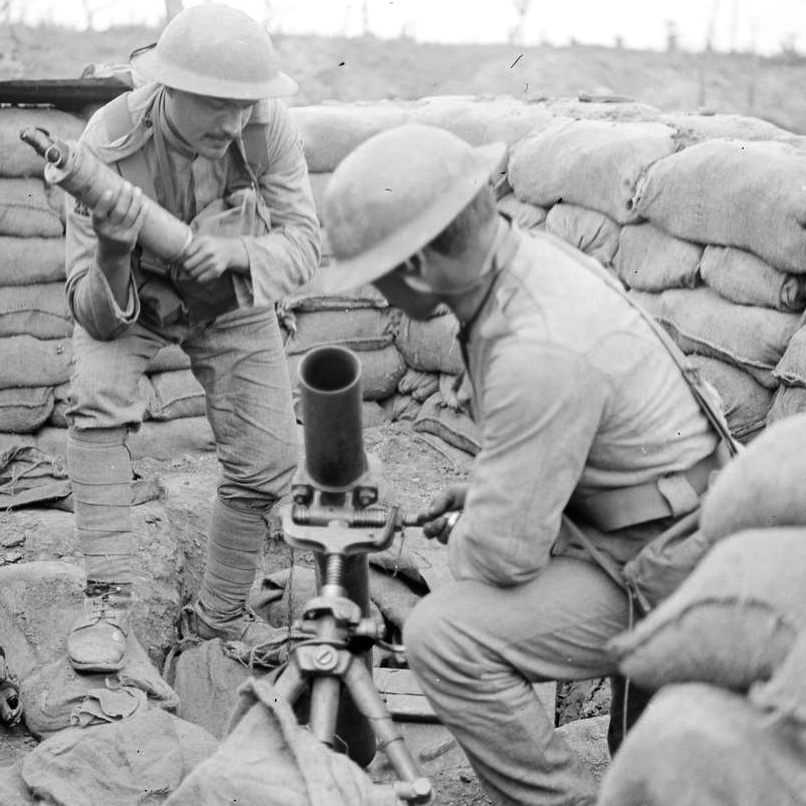
Tropas portuguesas carregam um morteiro.

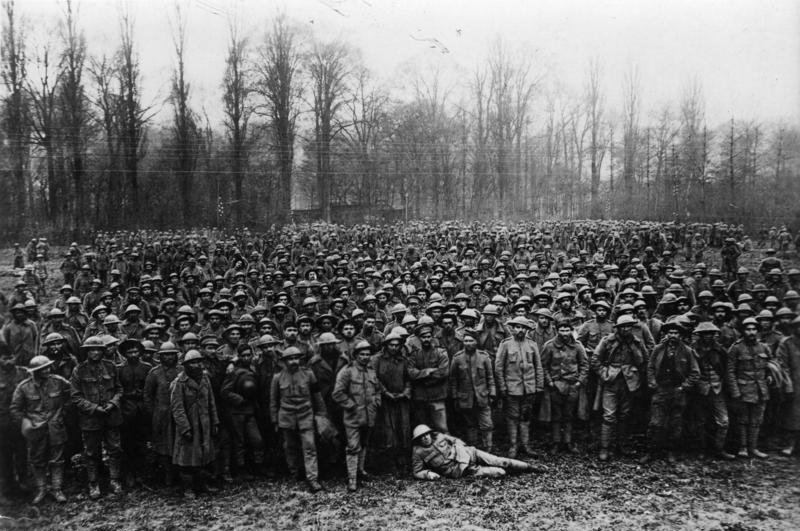
Prisioneiros de guerra portugueses (1918).

## Corpo Expedicionário Português na Europa
À medida que o número de mortes vai aumentando no Corpo Expedicionário Português e o seu fim era previsível, a guerra tornava-se cada vez mais impopular.
O custo de vida aumentava, o abastecimento de géneros escasseava e o desemprego aumentava. Estes factores desencadearam violentas reacções sociais (greves e assaltos) que eram aproveitadas pelos unionistas e monárquicos, contrários à intervenção de Portugal no confronto armado e defensores da retirada das tropas portuguesas dos campos de batalha da Europa.
A este agravamento das condições de vida e da agitação social e política, Afonso Costa não apresentava soluções, recusando a entrada no governo de elementos de outros partidos republicanos, católicos e independentes.
Por outro lado, na Flandres, o Corpo Expedicionário conhecia a sua quase destruição. No dia 4 de Abril de 1918, as tropas amotinavam-se em pleno campo de batalha.
O Corpo Expedicionário vivia dias de horror e inferno: do dia 9 para 10 daquele mês, quando a 2.ª Divisão do Corpo Expedicionário Português retirava dos campos de batalha para ser substituída, sofreu um dos maiores bombardeamentos do exército alemão seguido por um ataque em massa alemão embora com grandes focos de resistência por parte dos portugueses o CEP acaba quase por desaparecer (Batalha do Lys). Era o princípio do fim da guerra para os portugueses.
O Corpo Expedicionário Português retirou-se para a retaguarda dos Aliados. Alguns efectivos integraram o exército inglês e outros foram utilizados como mão-de-obra para abrir trincheiras, o que foi desmoralizando, cada vez mais, os soldados lusitanos.Mesmo assim ainda se formou algumas divisões que ainda marcharam na marcha da vitória em Paris em 1919 trazendo alguma glória e honra para os lusitanos.
1831 corpos de soldados do Corpo Expedicionário Português estão sepultados no cemitério militar português de Richebourg, o único cemitério de França exclusivamente português.